# Communauté de communes Combes et Taussac
La communauté de communes Combes et Taussac est une ancienne communauté de communes française, située dans le département de l'Hérault et la région Languedoc-Roussillon.

## Histoire
Date de l'arrêté : 26/12/1995
Date de l'effet : 26/12/1995
Le 1er janvier 2014, par fusion, la Communauté de communes Combes et Taussac est devenue la Communauté de communes Grand Orb.

## Communes
La communauté regroupe 2 communes :
| Nom                 | Code Insee | Gentilé    | Superficie (km2) | Population (dernière pop. légale) | Densité (hab./km2) |
| ------------------- | ---------- | ---------- | ---------------- | --------------------------------- | ------------------ |
| Combes (siège)      | 34083      | Combois    | 10,97            | 344 (2014)                        | 31                 |
| Taussac-la-Billière | 34308      | Taussacois | 14,62            | 443 (2014)                        | 30                 |